# Траян (Бакеу)
Траян (рум. Traian) — село у повіті Бакеу в Румунії. Входить до складу комуни Траян.
Село розташоване на відстані 254 км на північ від Бухареста, 10 км на північний схід від Бакеу, 72 км на південний захід від Ясс.

## Населення
За даними перепису населення 2002 року у селі проживали 1266 осіб, усі — румуни. Усі жителі села рідною мовою назвали румунську.